# Lars Hansson (militär)
Lars Hansson, född 9 september 1925 i Nyköpings västra församling i Södermanlands län, död 14 december 2010 i Sollentuna församling i Stockholms län, var en svensk militär.

## Biografi
Hansson avlade studentexamen i Nyköping 1944. Han avlade officersexamen vid Kungliga Sjökrigsskolan 1952 och utnämndes samma år till fänrik vid Karlskrona kustartilleriregemente, där han befordrades till löjtnant 1954 och kapten 1962. Han var lärare vid Militärhögskolan 1965–1968, befordrades till major 1967, var ställföreträdande chef för Planeringsavdelningen vid Marinstaben 1968–1972, befordrades till överstelöjtnant 1971 och var chef för Befälsskolan vid Älvsborgs kustartilleriregemente 1972–1974. Han utnämndes till överstelöjtnant med särskild tjänsteställning 1974 och var chef för Centralavdelningen i Sektion 1 i Marinstaben 1974–1976. År 1976 befordrades han till överste, varpå han var chef för Karlskrona kustartilleriregemente 1976–1978. Han befordrades till överste av första graden 1978, var sektionschef vid Försvarsstaben 1978–1982 och var chef för Stockholms kustartilleriförsvar tillika kommendant för Vaxholms fästning 1982–1985.
Lars Hansson invaldes 1970 som ledamot av Kungliga Örlogsmannasällskapet och utträdde 2005 ur sällskapet. Han invaldes 1976 som ledamot av Kungliga Krigsvetenskapsakademien. Hansson är gravsatt i minneslunden på Silverdals griftegård i Sollentuna.